# Bernhard Bleyer
Bernhard Bleyer (* 1977) ist ein deutscher Theologe.

## Leben
Von 1997 bis 2002 studierte er katholische Theologie (Diplom) in Regensburg und Cochabamba. Von 2003 bis 2007 war er wissenschaftlicher Mitarbeiter am Lehrstuhl für Moraltheologie, Universität Regensburg. Von 2007 bis 2009 war er Religionslehrer i.K. am Gymnasium und Mentor im Mentorat für Theologiestudierende. Von 2007 bis 2009 hatte er einen Lehrauftrag „Ethik im Gesundheitswesen“ an der Evangelischen Fachhochschule Nürnberg, Fachbereich Pflegemanagement. Nach der Promotion 2007 im Fach Moraltheologie an der Universität Regensburg, Katholisch-Theologische Fakultät erhielt er 2008 den Wissenschaftspreis des Deutschen Caritasverbandes (Lorenz-Werthmann-Preis). Seit 2008 war er Akademischer Rat a. Z. an der Professur Theologische Anthropologie und Wertorientierung (TAWO), Universität Regensburg. Die zweite kirchliche Dienstprüfung und Missio Canonica legte er 2009 ab. Von 2009 bis 2011 hatte er einen Lehrauftrag „Person und Wertorientierung“ an der Katholischen Stiftungsfachhochschule München, Fachbereich Pflege bzw. Wintersemester 2010/2011 im Studiengang Pflege Dual BA (Modul: Ethik und Anthropologie in der Pflege). Seit 2009 hat er Lehraufträge „Unternehmensethik“ an der Ostbayerischen Technischen Hochschule Amberg-Weiden, Fakultät für Betriebswirtschaft und Fakultät für Maschinenbau/Umwelttechnik sowie "Informationsethik und Technikphilosophie", Fakultät für Elektro- und Informationstechnik. Von 2009 bis 2012 war er Bildungsreferent für „Ethik in Medizin und Pflege“ an der Katholischen Akademie für Berufe im Gesundheits- und Sozialwesen in Bayern. Seit 2012 leitet er das Institut für Nachhaltigkeit in Technik und Wirtschaft an der Ostbayerischen Technischen Hochschule Amberg-Weiden. 2014 wurde ihm die Verdienstmedaille der Bundesrepublik Deutschland verliehen.

## Schriften (Auswahl)
- Subjektwerdung des Armen. Zu einem theologisch-ethischen Argument im Zentrum lateinamerikanischer Befreiungstheologie (= Ratio fidei. Band 38). Pustet, Regensburg 2009, ISBN 978-3-7917-2145-3 (zugleich Dissertation, Regensburg 2007).
- Pragmatische Urteile in der unmittelbaren Patientenversorgung. Moraltheorie an den Anfängen Klinischer Ethikberatung (= Gesundheit und Medizin im interdisziplinären Diskurs). Springer, Berlin 2019, ISBN 3-662-58671-1.